# Burak Yörük
Erman Burak Yörük (ur. 26 maja 1995 w Stambule) – turecki aktor.

## Życiorys
Zadebiutował w telewizji w 2004 roku w miniserialu Biz Boşanıyoruz. Sławę zdobył dopiero w 2018 roku dzięki głównej roli w serialu 4N1K İlk Aşk. Ponadto zagrał w takich produkcjach jak 20 Dakika i Aşk Mantık İntikam.

## Filmografia
| Rok       | Tytuł                  | Rola           |
| --------- | ---------------------- | -------------- |
| 2004      | Biz Boşanıyoruz        | Cancan         |
| 2005      | Şeytan                 |                |
| 2007      | Dede Korkut Hikâyeleri | Salur Kazan    |
| 2013      | 20 Dakika              | Tayfur Solmaz  |
| 2013      | Ben Onu Çok Sevdim     | Aydın Menderes |
| 2017      | Dayan Yüreğim          | Erdem          |
| 2018-2020 | 4N1K İlk Aşk           | Barış Ozansoy  |
| 2020-2021 | Baraj                  | Tarık Yılmaz   |
| 2021      | Aşk Mantık İntikam     | Çınar Yılmaz   |

| Rok  | Tytuł  | Rola          |
| ---- | ------ | ------------- |
| 2017 | 4N1K   | Barış Ozansoy |
| 2018 | 4N1K 2 | Barış Ozansoy |